# Alpheus arnoa
Alpheus arnoa is een garnalensoort uit de familie van de Alpheidae. De wetenschappelijke naam van de soort is voor het eerst geldig gepubliceerd in 1957 door Banner.